# Bogata (sit SCI)
Bogata este o arie protejată (sit de importanță comunitară — SCI) din România, desemnată în scopul protejării biodiversității și menținerii într-o stare de conservare favorabilă a florei spontane și faunei sălbatice, precum și a habitatelor naturale de interes comunitar aflate în arealul zonei de protecție. Aceasta se întinde pe o suprafață de 3.662,8 ha, integral pe uscat.

## Localizare
Situl Bogata se întinde pe teritoriile administrative ale județelor Alba (Lunca Mureșului, Ocna Mureș, Unirea) și Cluj (Călărași, Moldovenești). Centrul acestuia este situat la coordonatele 46°27′57″N 23°49′47″E / 46.465833°N 23.829603°E.

## Înființare
Situl Bogata (ROSCI0301) a fost declarat sit de importanță comunitară în septembrie 2011 pentru a proteja o specie din flora spontană și două din fauna sălbatică a României.

## Biodiversitate
Situată în ecoregiunea continentală a câmpiei colinare a Transilvaniei, aria protejată conține 4 habitate naturale: Pajiști uscate seminaturale și faciesuri de acoperire cu tufișuri pe substrat calcaros (situri importante pentru orhidee), Pajiști stepice subpanonice, Stepe ponto-sarmatice și Pajiști de altitudine joasă (Alopecurus pratensis, Sangiusorba officinalis).
La baza desemnării sitului se află izvorașul-cu-burta-galbenă (Bombina variegata), vipera de fâneață (Vipera ursinii rakosiensis), o subspecie a viperei de stepă aflată pe cale de dispariție în Europa și o plantă cunoscută sub denumirea de capul șarpelui (Pontechium maculatum subsp. maculatum), specii ocrotite la nivel european prin Directiva C.E. 92/43/CE (anexa I-a) din 21 mai 1992 (privind conservarea habitatelor naturale și a speciilor de faună și floră sălbatică) și aflate pe lista roșie a IUCN.